# Festival Verano Naranja 2008
La V versión del Festival Verano Naranja se realizó entre los días 7 y 13 de febrero de 2008 en el Estadio Regional de Antofagasta de la ciudad de Antofagasta en Chile. El evento fue desarrollado por la Municipalidad de Antofagasta, encabezada en ese entonces por el Alcalde Daniel Adaro, en el marco de la celebración del 129° Aniversario de la ciudad. Siendo esta la última versión antes de ser reemplazado por el Festival de Antofagasta. 

## Desarrollo

### Jueves 7 de febrero (Noche de las Raíces)
- Sol y Lluvia
- Los Jaivas
- Pujillay (humoristas)
- Antonio de Marco (humorista)
- DJ Méndez

### Viernes 8 de febrero (Noche del Romanticismo)
- Santos Chávez
- Douglas
- Luis Jara
- Bohemia Porteña (humoristas)
- Los Enanitos Verdes

### Sábado 9 de febrero (Noche de Talentos Jóvenes)
- Caro Molina "La Rancherita"
- La Otra Fe
- BKN, la banda (Banda derivada de una serie musical homónima)
- El Turrón (humorista)
- Six Pack (Karkú)

### Domingo 10 de febrero (Noche del Humor)
- Claudio Reyes (Charly Badulaque) y Pancho del Sur
- Charola Pizarro, Natalia Cuevas y Memo Bunke ("Dos Chilenos con Cueva")
- Dino Gordillo
- Hugo Varela
- Gloria Benavides (como "La Cuatro Dientes")

### Lunes 11 de febrero (Noche del Recuerdo)
- Gloria Benavides (como ella misma)
- Buddy Richard
- Patricio Torres con "Teatro en Antofagasta".

### Martes 12 de febrero (Noche de los Jóvenes)
- Los Mox
- Sinergia
- Charola Pizarro
- Comando Reggaeton
- Chancho en Piedra

### Miércoles 13 de febrero (Esperando el 14)
- Fernando Ubiergo
- Beatle Manía
- Los Nocheros
- Stefan Kramer (humorista)